# Giovanni Battista Trener
Giovanni (o Gian) Battista Trener (Fiera di Primiero, 7 gennaio 1877 – Trento, 5 maggio 1954) è stato un geologo italiano, direttore del Museo tridentino di scienze naturali dal 1922 al 1932 e dal 1946 al 1954.

## Biografia
Studiò al ginnasio di Trento e poi chimica e scienze naturali all'Università di Vienna. Dal 1900 al 1914 lavorò al K.u.K. Geologische Anstalt.
Collaborò con Cesare Battisti (diressero assieme la rivista di studi Tridentum, attiva dal 1898 al 1913) di cui diventò anche cognato sposandone la sorella della moglie Ernesta Bittanti, Irene. Nel 1913 divenne socio dell'Accademia Roveretana degli Agiati.
Allo scoppio della prima guerra mondiale si arruolò volontario nell'esercito italiano e fu tra l'altro interprete del Comando Supremo e collaboratore di Pietro Badoglio in occasione dell'armistizio di Villa Giusti.
Nel 1922 fondò il Museo civico di storia naturale di Trento, di cui fu direttore dal 1922 al 1932, venendo allontanato probabilmente per contrasti con il regime fascista, e poi di nuovo dal 1946 al 1954, anno della sua morte.
Fu direttore del Centro di Studi Alpini del Consiglio Nazionale delle Ricerche.
In sua memoria la Grotta Calgeron è stata intitolata "grotta G.B. Trener". Gli è inoltre dedicata una via a Trento.
In suo onore gli è stato dedicato un nuovo genere di ammonoide del Giurassico superiore, il Trenerites, nel libro: Il Kimmeridgiano delle Prealpi Veneto-Trentine: Fauna e Biostratigrafia (Sarti Carlo, 1993).

## Opere

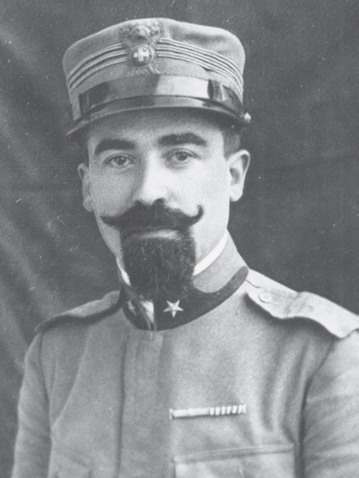
Giovanni Battista Trener (1877-1954)

- con Cesare Battisti, Il lago di Terlago e i fenomeni carsici delle Valli della Fricca, del Dess e dei Laghi, Trento: Zippel, 1898
- I terremoti del Trentino: notizie storiche sec. III-XVIII, Trento: Ed. Trentina, 1903
- Osservazioni geologiche sulla portata solida dell'Avisio (nel Trentino), Trento: Tip. Ed. Mutilati e Invalidi, 1923
- La scoperta delle sorgenti radioattive di Merano: metodi e risultati, Roma: Società italiana per il progresso delle scienze, 1937
- Scritti geografici e geologici, Trento: Museo di storia naturale, 1957